# Franco de Gironcoli
Franco de Gironcoli, all'anagrafe Francesco de Gironcoli, citato anche come De Gironcoli (Gorizia, 1892 – Vienna, 1979), è stato un medico e poeta italiano, noto, oltre che per la sua professione di urologo, per le poesie in lingua friulana.

## Biografia
Nato a Gorizia nel 1892, allora parte dell'Impero austro-ungarico, nel 1910 conseguì la maturità nel locale Staatgymnasium per poi laurearsi in medicina all'Università di Vienna nel 1917. Proseguì gli studi specializzandosi in urologia nel 1924, ed esercitando la professione in alcuni ospedali veneti, a Trieste e a Firenze, fino a divenire uno dei maggiori specialisti italiani e autore di numerose pubblicazioni.
Nel 1943, durante la guerra, mentre si trovava a Conegliano, costretto a limitare la sua professione per le vicende belliche, avvertì l'esigenza di esprimere il sentimento angoscioso di quegli anni: nacquero così due volumetti di versi in friulano, nella variante di Gorizia (Vot poesiis e Altris poesiis) che ebbero una limitata diffusione. Le composizioni furono poi nuovamente pubblicate nel 1951 con il titolo di Elegie in friulano.
Nel 1977, poco prima della sua scomparsa, la Cassa di Risparmio di Gorizia pubblicò tutta la sua produzione poetica, volume nuovamente ristampato in facsimile nel 2002.
Ritiratosi a Vienna, insieme con la moglie Helma Brock, scrittrice in lingua italiana, morì nel 1979.
Considerato tra i maggiori innovatori della poesia friulana del secondo dopoguerra, fu uno dei rari poeti di quella lingua citati da scrittori e critici quali Momigliano, Montale e Pasolini.

## Opere

### Medicina
- Contributo alla chirurgia del rene e dell'uretere. Resoconto statistico clinico degli anni 1924-1925, Venezia, Industrie grafiche veneziane, 1926.
- Le idronefrosi. Relazione sul tema ufficiale presentato all'VIII Congresso della Società italiana di urologia, Venezia, Off. grafiche C. Ferrari, 1929.
- Traumatologia e infortunistica delle vie urinarie (vescica, uretra). Relazione al XVIII congresso della Società italiana di urologia, Belluno, CELAS, 1939
- Urologia ospedaliera. Studi e ricerche dei reparti di Trieste e Treviso, Treviso, Edizioni di Urologia, 1949.
- Ciò che ho visto in America nel campo dell'urologia, Treviso, Libreria Canova, 1954.
- Prostata e senilità. Relazione al V Congresso della Società italiana di gerontologia e geriatria, Fidenza, Tip. T. Mattioli, [dopo il 1955].
- Prostatectomia precoce? Inchiesta internazionale, Treviso, Edizioni di Urologia, 1958.
- Index urologicus europaeus 1961, a cura di, Treviso, Canova, 1963.
- Patologia propria dei calici renali. Relazione ufficiale al XL Congresso della Società italiana di urologia, Firenze, Tipografia Giuntina, 1967.

### Poesia
- Vot poesiis, Treviso, Officine grafiche Longo & Zoppelli, 1944.
- Altris poesiis, edizione fuori commercio, Treviso, [s.n.], 1945
- Elegie in friulano, Treviso, Edizioni di Treviso, 1951.
- La ploe ta pinede. Liriche friulane, Udine, Edizioni di Int Furlane, 1972.
- Poesie in friulano, Gorizia, Cassa di risparmio di Gorizia, 1977. Nuova ed.: Brazzano, Braitan, 2002. ISBN 88-86950-09-8.